# 2009年紐約洋基隊球季
2009年紐約洋基隊球季是洋基隊成軍以來的第107個球季。2009年4月3日，洋基隊正式啟用新的洋基體育場，那天他們與芝加哥小熊隊進行了一場熱身賽。4月16日，新球場迎來了首場正規季賽，那天洋基隊迎戰踢館的克里夫蘭印地安人隊。而這座新球場的首場季後賽舉行於2009年10月7日，洋基隊那天正與美聯分區賽的對手明尼蘇達雙城隊進行比賽。最終洋基隊系列賽中三戰橫掃雙城隊，並在美聯冠軍賽上六戰擊敗洛杉磯天使隊，於10月25日奪得美聯龍頭並挺進到世界大賽。在那年的世界大賽上，洋基隊同樣以六戰擊敗衛冕軍費城費城人隊，於11月4日拿下隊史第27座世界大賽冠軍。洋基隊本季戰績為103勝59敗。

## 外部連結
- 2009 New York Yankees season official site （页面存档备份，存于）
- 2009 New York Yankees season at Baseball Reference （页面存档备份，存于）
- 2009 Yankees victory parade （页面存档备份，存于） – image slideshow by 生活雜誌
- The Year The Yankees Won The Pennant （页面存档备份，存于）